# Paris Latino
Paris Latino was een zomerhit en debuutsingle van de Franse groep Bandolero.
De videoclip werd gerealiseerd door Patryck de Froidmont.

## Hitnoteringen

### Nederlandse Top 40
| Paris Latino in de Nederlandse Top 40 - binnen 11-02-1984 | Paris Latino in de Nederlandse Top 40 - binnen 11-02-1984 | Paris Latino in de Nederlandse Top 40 - binnen 11-02-1984 | Paris Latino in de Nederlandse Top 40 - binnen 11-02-1984 | Paris Latino in de Nederlandse Top 40 - binnen 11-02-1984 | Paris Latino in de Nederlandse Top 40 - binnen 11-02-1984 | Paris Latino in de Nederlandse Top 40 - binnen 11-02-1984 | Paris Latino in de Nederlandse Top 40 - binnen 11-02-1984 | Paris Latino in de Nederlandse Top 40 - binnen 11-02-1984 |
| Week                                                      | 6                                                         | 7                                                         | 8                                                         | 9                                                         | 10                                                        | 11                                                        | 12                                                        |                                                           |
| --------------------------------------------------------- | --------------------------------------------------------- | --------------------------------------------------------- | --------------------------------------------------------- | --------------------------------------------------------- | --------------------------------------------------------- | --------------------------------------------------------- | --------------------------------------------------------- | --------------------------------------------------------- |
| Nummer                                                    | 27                                                        | 16                                                        | 13                                                        | 12                                                        | 18                                                        | 23                                                        | 38                                                        | uit                                                       |